# Villas de las Lomas
Villas de las Lomas är en ort i Mexiko.   Den ligger i kommunen La Piedad och delstaten Michoacán de Ocampo, i den centrala delen av landet, 300 km väster om huvudstaden Mexico City. Villas de las Lomas ligger 1 739 meter över havet och antalet invånare är 715.
Terrängen runt Villas de las Lomas är huvudsakligen platt, men västerut är den kuperad. Runt Villas de las Lomas är det ganska tätbefolkat, med 104 invånare per kvadratkilometer. Närmaste större samhälle är La Piedad Cavadas, 6,5 km nordväst om Villas de las Lomas. Trakten runt Villas de las Lomas består till största delen av jordbruksmark.